# Gmina Żnin
Gmina nin là một gmina thành thị-nông thôn (quận hành chính) ở hạt Żnin, Kuyavian-Pomeranian Voivodeship, ở phía bắc miền trung Ba Lan. Khu vực hành chính của nó là thị trấn Żnin, nằm khoảng 36 kilômét (22 mi) về phía tây nam của Bydgoszcz.
Gmina có diện tích là 251,55 kilômét vuông (97,1 dặm vuông Anh), và tính đến năm 2006, tổng dân số của nó là 24.089 (trong đó dân số Żnin lên tới 14.052, và dân số của vùng nông thôn của gmina là 10.037).

## Làng
Ngoài thị trấn Żnin, Gmina Żnin gồm các làng và các khu định cư như Bekanówka, Białożewin, Bożejewice, Bożejewiczki, Brzyskorzystew, Brzyskorzystewko, Cerekwica, Chomiąża Księża, Chomiąża Księża-Leśniczówka, Daronice, Dobrylewo, Dochanowo, Gorzyce, Jadowniki Bielskie, Jadowniki Rycerskie, Januszkowo, Jaroszewo, Kaczkówko, Kaczkowo, Kepa, Kierzkowo, Murczyn, Murczynek, Nadborowo, Nowiny, Nowiny-Leśniczówka, Obrona Lesna, Paryż, Podgórzyn, Podobowice, Probostwo, Redczyce, Rydlewo, sarbinowo, Sielec, Skarbienice, Słabomierz, Sławoszewo, Słębowo, Sobiejuchy, Sulinowo, Świerczewo, Uścikowo, Ustaszewo, Wawrzynki, Wenecja, Wilczkowo, Wójcin và znin-Wies.

## Gmina lân cận
Gmina nin được bao quanh bởi các gmina như Barcin, Dąbrowa, Damasławek, Gąsawa, Janowiec Wielkopolski, Kcynia, abiszyn, Rogowo, Szubin và Wapno.